# Kosjerić (wieś)
Kosjerić (cyr. Косјерић) – wieś w Serbii, w okręgu zlatiborskim, w gminie Kosjerić. W 2011 roku liczyła 898 mieszkańców.